# Mônica da Silva
Mônica Pinto da Silva Driscoll, được biết đến với nghệ danh là Mônica da Silva, là một ca sĩ kiêm nhạc sĩ người Mỹ gốc Brazil, biểu diễn với cả hai vai trò là một nghệ sĩ solo và là thành viên của bộ đôi indie Complicated Animals. Âm nhạc của Da Silva có thể được phân loại là International Fusion, vì nó chịu ảnh hưởng của âm nhạc Brazil, cụ thể là Bossa Nova, nhưng cũng kết hợp các yếu tố của Lounge, Electronica, Indie Pop, MPB và Worldbeat. Da Silva đã phát hành hai album solo Miles From Nowhere và Brasilissima. Các tác phẩm của cô đã được giới thiệu trên TV & Film, chẳng hạn như bộ phim đoạt giải Quả cầu vàng Lady Bird (2017), và bộ phim Người phụ nữ Mỹ của Paramount Network (2018).

## Đầu đời
Monica da Silva được sinh ra ở Grand Rapids, Michigan, với một người mẹ Brazil và một người cha người Mỹ, mẹ cô đã gặp cha cô ở Peace Corps ở Belém, Brazil. Bởi vì mẹ cô là người Brazil, da Silva có hai quốc tịch Mỹ-Brazil. Da Silva lớn lên và sống các khoảng thời gian đan xen giữa Hoa Kỳ và Brazil. Cô thông thạo tiếng Anh và tiếng Bồ Đào Nha. Cô bắt đầu hát và chơi piano và sáo khi còn nhỏ.

## Nghề nghiệp

### Những năm đầu và Nectar
Da Silva và các anh chị em Erica và Bruce Driscoll thành lập ban nhạc Nectar ở tuổi thiếu niên. Họ đã biểu diễn rất nhiều tại quê nhà của họ ở Grand Rapids, sau đó bắt tay vào các tour du lịch quốc gia của theo các trường cao đẳng và địa điểm tụ họp.
Năm 2002, Nectar giành giải thưởng Hạng 2 trong hạng mục Pop cho cuộc thi song ca Anh với bài hát "Life Out Loud". Nectar biểu diễn tại hội nghị âm nhạc Chicago lần thứ nhất và giới thiệu Mobfest, và kết quả là một thỏa thuận phát triển với EMI Publishing. Có một số mối quan tâm về tên ban nhạc, ban nhạc thực tế chưa bao giờ được đăng ký và cuối cùng họ đã tan rã.